# Ole Birk Olesen
Pour les articles homonymes, voir Olesen.
Ole Birk Olesen, né le 21 décembre 1972 à Gram (Danemark), est un homme politique danois membre d'Alliance libérale (LA).

## Biographie
Ole Birk Olesen a fai ses études à l'école de journalisme du Danemark jusqu'en 1999. Il a alors travaillé pour le tabloïd Ekstra Bladet jusqu'en 2002, puis pour le quotidien Berlingske jusqu'en 2007.
Il s'engage en politique au sein de l'Alliance libérale, étiquette sous laquelle il est élu député au Folketing lors des élections législatives de 2011. Pendant son premier mandat, il est porte-parole de son parti sur les questions de logement et vice-président de la commission parlementaire des affaires fiscales.
Il est réélu pour un second mandat lors des élections législatives de 2015. À la suite du scrutin, il devient président de la commission des finances du Folketing.
Le 28 novembre 2016, quand l'Alliance libérale entre dans le nouveau gouvernement de Lars Løkke Rasmussen, il est nommé ministre des Transports, des Travaux publics et du Logement.
Lors des élections législatives de 2019, il fait partie des seulement quatre députés élus sous l'étiquette de l'Alliance libérale, qui retourne alors dans l'opposition.
Il se présente aux élections municipales de 2021 à Copenhague, où il remporte suffisamment de voix pour être le seul candidat de son parti à remporter un siège au conseil municipal.
Il est réélu pour un nouveau mandat lors des élections législatives de 2022, cette fois-ci dans la circonscription de Copenhague. Après le scrutin, il devient président du groupe parlementaire de l'Alliance libérale.
En juin 2024, il annonce qu'il ne sera pas candidat à sa réélection au conseil municipal de Copenhague lors des élections municipales de 2025, afin de se concentrer sur son rôle au Folketing.

## Référénces
1. 1 2  (da) « Ole Birk Olesen (LA) », sur ft.dk (consulté le 12 mars 2025)
2. ↑  (da) « Folketingsvalg torsdag 15. september 2011 - Valgte kandidater og stedfortrædere », sur Danmarks Statistik (consulté le 12 mars 2025)
3. ↑  (da) « Folketingsvalg torsdag 18. juni 2015 - Valgte kandidater og stedfortrædere », sur Danmarks Statistik (consulté le 12 mars 2025)
4. ↑  (da) « Ole Birk Olesen bliver formand for Finansudvalget », sur berlingske.dk, 17 mars 2009 (consulté le 12 mars 2025)
5. ↑  (da) « Her er hele Lars Løkkes ministerhold », sur jyllands-posten.dk, 28 juin 2015 (consulté le 12 mars 2025)
6. ↑  (da) « Folketingsvalg onsdag 5. juni 2019 - Valgte kandidater og stedfortrædere », sur Danmarks Statistik (consulté le 12 mars 2025)
7. 1 2  (da) « LA-gruppeformand genopstiller ikke til kommunalvalg », sur tv2.dk, 19 juin 2024 (consulté le 12 mars 2025)
8. ↑  (da) « Folketingsvalg tirsdag 1. november 2022 - Valgte kandidater og stedfortrædere », sur Danmarks Statistik (consulté le 12 mars 2025)
9. ↑  (da) « Ole Birk Olesen bliver gruppeformand for LA », sur altinget.dk, 8 décembre 2022 (consulté le 12 mars 2025)